# Cryptolobatidae
Cryptolobatidae is een familie van ribkwallen uit de klasse van de Tentaculata.

## Geslachten
- Cryptolobata Moser, 1909
- Lobocrypta Dawydoff, 1946